# Золота монета

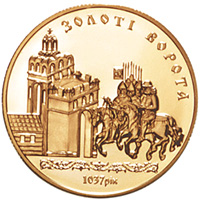
«Золоті ворота» — золота монета викарбувана на монетному дворі НБУ (реверс).

Золота монета — монета, викарбувана з чистого або майже чистого золота. Золото використовувалось для карбування монет практично з виникненням карбування, фактично, через притаманну золоту цінність. Сучасні золоті монети виготовляються для продажі колекціонерам або як інвестиційні монети — монети, вартість яких визначається вмістом золота.
Золоті монети належать до категорії повноцінних грошей.
Для надання монеті більшої твердості (або для здешевлення) до золота домішують срібло, мідь, або інші метали. Такі домішки мають назву «лігатура». Окрім карбування монет лігатуру застосовують при виготовленні ювелірних виробів.

## Історія
В домонетний період злитки та вироби з золота були поширеним засобом розрахунків.

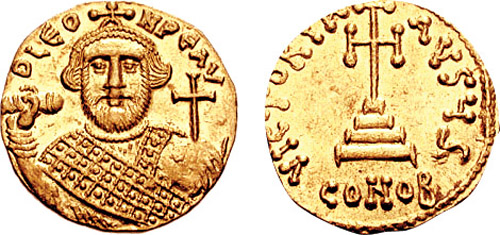
Солідус з зображенням Візантійського імператора Леонтія.

Першими золотими монетами зазвичай вважають монети Лідії VII ст. до н. е. виготовлені з природного електру. Особливого значення карбування золотих монет здобуло в Греції в часи Олександра Македонського. В Давньому Римі золоті монети — ауреуси, що з'явились ще в IV ст. до н. е., стали ще більше карбуватись Юлієм Цезарем з гальского золота (середина I ст. до н. е.) В часи Римської імперії карбування ауреусів було масовим. Після падіння Західної Римської імперії (476 р.) найрозвиненішим було карбування у Візантії. Золоті соліди та їх третини — трієнси, або треміси, карбувались за візантійським зразком в державах, що утворились з уламків Західної Римської імперії.
Перші золоті монети потрапляють на південь сучасної України через грецькі поселення, зокрема, Ольвію та Пантікапей. В I ст. н. е. Боспорське царство потрапляє під вплив Римської імперії, й тут починають карбувати монети з зображенням римських та боспорських царів. В обіг активно залучають римські денарії.
Таким чином, з V і до середини VIII століття в грошовому обігу багатьох держав Європи панувала золота монета, хоча роль її дедалі зменшувалась.
З середини VIII до XIII століття золоті монети в країнах Європи — дуже рідке явище. Але у Візантії та країнах, що перебували під її впливом та впливом сходу, золото та мідь продовжували відігравати важливу роль. Разом з піднесенням ремесел та торгівлі, знову — спочатку в Італії, потім у Франції та Іспанії, а згодом — в інших державах Європи відбувається дедалі більше карбування золотих монет. В другій половині XV століття карбування золотих монет відбувається князем Московським Іваном III.

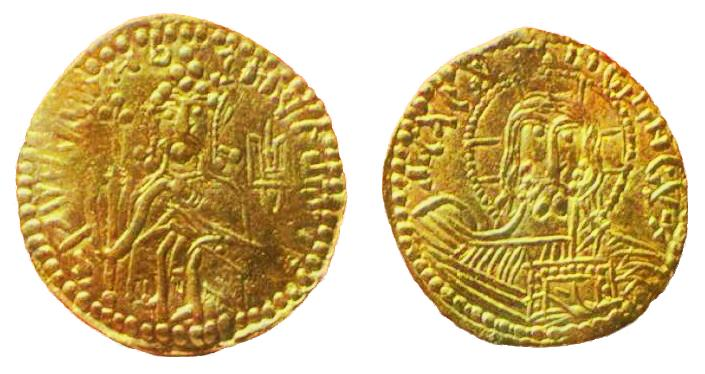
Златник князя Володимира. На аверсі ясно видно тризуб.

Першою золотою монетою, викарбуваною в Київській Русі наприкінці X — початку XI століття був златник. Вага монети — 4,266 г. Златник був схожий на візантійський солід. Давньоруські монети X—XI ст. є не тільки пам'яткою вітчизняної культури, але й писемності. На перших златниках є напис: «Владимир, а се его злато». Та незабаром ця легенда була замінена іншою: «Владимир на столе». Поки що не всі написи на монетах прочитані, але вивчення їх продовжується.
Саме з XV століття настає епоха спільного панування двох благородних металів — золота та срібла. Але лише в XVIII — XIX століттях деякі держави поклали обіг золота в основу своїх грошових систем.
В Росії карбування золотих монет у вагомих обсягах почалась з часів Петра I. В Радянському Союзі золоті червонці карбувались в 1923 році.
Під час правління Центральної Ради було розроблено макети золотих та срібних монет, а відповідно до закону «Про грошову одиницю, биття монети та друк Державних Кредитових білетів» планувалось ввести їх в обіг, однак, цим планам не судилось збутись.
5 квітня 1933 Президент США Франклін Рузвельт підписав Виконавчий указ 6102 (англ. Executive Order 6102), яким заборонялося накопичення золотих монет, золотих зливків і золотих сертифікатів. Указ часто називають «Золотою конфіскацією 1933» р. (англ. Gold Confiscation of 1933).

## Матеріал
Золото — метал з приємним жовтим кольором, з густиною — 19,32 г/см³, температурою плавлення — 1063 °C. Добре піддається карбуванню та литтю, хімічно інертний та добре зберігається за майже будь-яких умов.
З найдавніших часів і донині золото, зазвичай, використовується в сплаві з іншими металами, в прешу чергу, сріблом, що надає йому більшої твердості.
В залежності від співвідношення та характеру домішок в сплаві, визначається колір золота. Наприклад:
- зелене золото — сплав 750 частин золота та 250 срібла,
- червоне золото — сплав 750 частин золота та 250 міді,
- рожеве золото — сплав 750 частин золота, 125 срібла та 50 міді,
- жовте золото — сплав 750 частин золота, 125 срібла та 125 міді,
- біле золото — сплав 750 частин золота, 150 срібла та 100 міді (такий самий колір виходить при додаванні до золота 583 проби нікелю або паладію).

Ці приклади пояснюють розмаїття кольорів монет.
Однак, зберігати золоті монети слід обережно — миття та витирання можуть завдати шкоди зовнішньому вигляду, витирання грубою тканиною залишає подряпини на поверхні.

## Інвестиційні монети
На відміну від рідкісних колекційних монет, інвестиційні монети (англ. bullion coin) мають вартість, що мало відрізняється від вартості золота, що в них міститься.

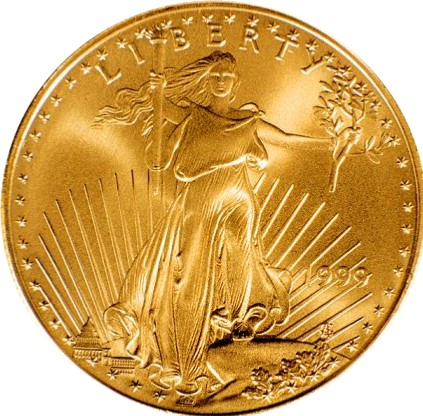
Золотий орел США
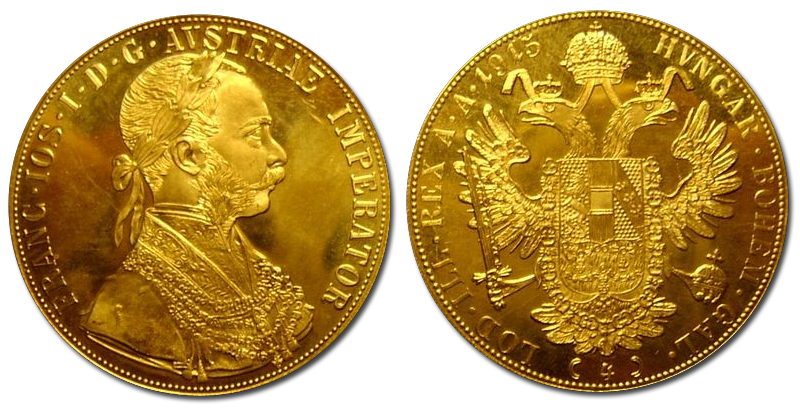
Дукати

## Ювілейні та пам'ятні монети

### Європейський союз
В Єврозоні успадокавана давня традиція карбування срібних та золотих пам'ятних монет. На відміну від звичайних, пам'ятні монети євро не є законним платіжним засобом у всій Єврозоні, а діють лише в країні, де їх було випущено. Наприклад, Фінські €10 не можна використовувати в Нідерландах.
Не зважаючи на це, використання як платіжного засобу не передбачене, оскільки ціна металу набагато перевищує номінальну вартість монети. Однак, існують винятки, коли номінальна вартість монети збігається з ціною її металу.

### Україна

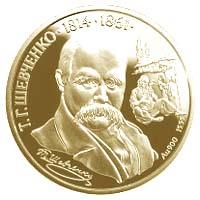
Реверс першої золотої монети України «Т. Г. Шевченко.»

Питання про організацію випуску Україною власних пам'ятних і ювілейних монет виникло ще на початку 1994  р. Перша ювілейна монета, яка надійшла в обіг 7 травня 1995 p., присвячувалася 50-річчю Великої Перемоги. Вона була викарбувана з мельхіору (діаметр 33 мм, номінал 200 000 крб, тираж 250 000 шт).
У 1997 р. в обіг надійшли і перші золоті монети, які були викарбувані із золота 900 проби (вага кожної в чистоті 15.55 г, номінал 200 гривень). 12 березня того року на честь Тараса Григоровича Шевченка випущено пам'ятну монету «Т. Г. Шевченко» (відкарбована у 1996 p., тираж 10 000 шт), а у квітні — пам'ятну монету «Києво-Печерська лавра» (відкарбована у 1996 p., тираж 20 000 шт).
Станом на кінець 2009 року монетний двір НБУ випустив 35 золотих монет, серед них 12 монет серії «Знаки зодіаку».
Одним з досягнень Українців в цій галузі є — викарбування золотої монети «Чорногорський перун»

## За країною
- Римська імперія: солід (монета)
- Візантійська імперія: солід (монета)
- Іспанія: мараведі
- Португалія: морабітіно (ХІІІ ст.)
- Україна: златник (Х ст.), дукат (XVI ст.)